# Eratigena saeva
Espèce
Synonymes
- Tegenaria saeva Blackwall, 1844

Eratigena saeva est une espèce d'araignées aranéomorphes de la famille des Agelenidae.

## Distribution
Cette espèce se rencontre en Europe de l'Ouest.

## Description
Les mâles mesurent de 10 à 14 mm et les femelles de 11 à 16 mm.

## Systématique et taxinomie
Cette espèce a été décrite sous le protonyme Tegenaria saeva par Blackwall en 1844. Elle est placée en synonymie avec Eratigena atrica par Bolzern, Burckhardt et Hänggi en 2013. Elle est relevée de synonymie par Oxford et Bolzern en 2018.

## Publication originale
- Blackwall, 1844 : « Descriptions of some newly discovered species of Araneida. » Annals and Magazine of Natural History, vol. 13, p. 179-188 (texte intégral).